# Hauteroche (Côte-d'Or)
Hauteroche is een gemeente in het Franse departement Côte-d'Or in de regio Bourgogne-Franche-Comté en telt 74 inwoners (2009). De plaats maakt deel uit van het arrondissement Montbard.

## Geografie
De oppervlakte van Hauteroche bedraagt 14,3 km², de bevolkingsdichtheid is dus 5,2 inwoners per km².
De onderstaande kaart toont de ligging van Hauteroche (Côte-d'Or) met de belangrijkste infrastructuur en aangrenzende gemeenten.

## Demografie
Onderstaande figuur toont het verloop van het inwonertal (bron: INSEE-tellingen).